# Antoni Bernatowicz
Antoni Bernatowicz (ur. 8 lipca 1941 w Hleniszkach) – polski działacz samorządowy i społeczny, w latach 1982–1986 prezydent Słupska.

## Życiorys
Syn Wincentego i Jadwigi. W 1961 wstąpił do Polskiej Zjednoczonej Partii Robotniczej. Kształcił się w Wyższej Szkole Nauk Społecznych przy KC PZPR oraz na kursie politycznym w Moskwie (1981). Od 1978 do 1982 kierował Wydziałem Pracy Ideowo-Wychowawczej w ramach Komitetu Wojewódzkiego PZPR w Słupsku, zajmował też stanowisko dyrektora Wydziału Kultury Fizycznej i Turystyki Urzędu Wojewódzkiego w Słupsku. Od kwietnia 1982 do 2 października 1986 pozostawał prezydentem Słupska. Pod koniec lat 80. kierował wojewódzkim domem kultury w Słupsku.
Znalazł się w pierwszym zarządzie Towarzystwa Przyjaciół Wilna i Grodna w Słupsku. Zaangażował się także w działalność innych organizacji społecznych, m.in. kołobrzeskiego koła Polskiego Stowarzyszenia na rzecz Osób z Niepełnosprawnością Intelektualną. Od 1993 do 2021 kierował domami pomocy społecznej we Włościborzu i Piotrowicach.
W 2018 kierowane przez niego Stowarzyszenie na Rzecz Pomocy Ludziom Niepełnosprawnym i Potrzebującym Opieki „Senior” otrzymało Srebrną Odznakę Honorową Gryfa Zachodniopomorskiego, natomiast w 2013 sam Bernatowicz otrzymał to odznaczenie (w randze Złotego Gryfa).